# Elgitarrkollektivet Krock
Elgitarrkollektivet Krock, alternativt Krock, på senare tid kallat Ensemble Krock, grundat 2005, är en sammanslutning av elgitarrister och kompositörer med bas i Stockholm. 
Krock grundades av gitarrister och tonsättare på Kungl. musikhögskolan i Stockholm med målet att främja, utforska och utveckla repertoaren för elgitarr. Ensemblen har även samarbetat med andra ensembler och musiker, till exempel Stockholms saxofonkvartett, Workers union ensemble, Rank ensemble, Ensemble Parkour, Terry Riley och Gothenburg combo. 
Sedan starten har ensemblen uruppfört musik av ett stort antal tonsättare, bl a Ida Lundén, Seán Clancy, Fabian Svensson, Ellen Arkbro, Tony Blomdahl, Malin Bång och Daniel Hjorth. Enligt Krocks egen hemsida bestod det första "inofficiella" framträdandet av musik komponerad av Mattias Sköld, Fabian Svensson och David Lennartsson. 
Särskilt återkommande medlemmar i Krock har varit Pascal Jardry, Danjel Röhr och John Viklund. Även gitarrister såsom Magnus Andersson, Mikael Gillefalk, Jesper Nielsen, Mårten Falk, Jonas Nordberg och Pål Nyberg med fler har medverkat i olika projekt och konserter.

## Opera
Krock har medverkat i Operation operas rollspelsopera Anfasia  tillsammans med Hedvig Jalhed, Helena Röhr och tonsättaren Mattias Petersson. Föreställningarna ägde rum i övergivna industrilokaler och sjukhusanläggningar. I föreställningen utgör publiken medborgare i landet Anfasia och påverkar genom sitt agerande hur operan slutar. 
Ett av Krocks mer uppmärksammade projekt är den radikalfeministiska kammaroperan Valerie's voice för dramatisk sopran, fyra elgitarrer och elektronik som skapats i samarbete med tonsättaren Christofer Elgh, regissören Helena Röhr och kostymören Åsa Gjerstad. Operan kretsar kring det kontroversiella SCUM-manifestet, skrivet av Valerie Solanas. 
Valerie's voice har spelats i flera olika versioner, bland annat en kortversion på 30 minuter. Genom en kollektiv process har den så småning om landat i en längre föreställning på ca 60-70 minuter där Paulina Pfeiffer, sopran, har tagit rollen som Valerie Solanas. Genom föreställningen hör man även Valerie, spelad av Katt Hernandez, agitera och läsa fragment ur manifestet som en del av den förinspelade elektronikstämman. 
Föreställningen har spelats i Stockholm, Malmö, Halmstad, Arvika och Nordic music days i Köpenhamn.

## Diskografi
- 45 Minutes of Music on the Subject of Football (2019, Birmingham Record Company), Seán Clancy, Ensemble KROCK

- SYNTJUNTAN! (2012, Schh... records), Compositions by Syntjuntan, Ann Rosén, Ida Lundén and Lise-Lotte Norelius.

- Krock (2007, Fylkingen records[10]) Verk för elgitarrkvartett. I. Lundén, P. Magnusson, M. Bång, T. Blomdahl, C. Elgh